# Zlín Z-26
Die Zlín Z-26 Trenér war ein tschechoslowakisches Schulflugzeug (von tschechisch trenér = deutsch: Trainer). Sie steht am Anfang der bekannten Schulflugzeug-Reihe Z-26 bis Z-726, mit denen bei internationalen Kunstflugwettbewerben Bestleistungen erzielt wurden. Zlín-Kunstflugzeuge gewannen unter anderem den Lockheed-Trophy-Wettbewerb in den Jahren 1957, 58, 61 und 63–65 sowie 1965, 67 und 69 die französische Léon Biancotto Trophée.

## Geschichte
Die Entwicklung der Z-26 geht auf eine Ausschreibung für ein Militärflugzeug für die Anfängerschulung aus dem Jahre 1946 zurück. Einige Zeit später wurden die von Karel Tomaš auf Basis der Kl 35 erarbeiteten Pläne für die Z-26 sowie für den Konkurrenzentwurf Praga E-112 präsentiert. Den Zuschlag bekam Erstere. Der Erstflug wurde im September 1947 erfolgreich absolviert und das Muster ging in Otrokovice in Serie. Die Produktion lief bis 1953 und umfasste 173 Trenér. Die Z-26 wurde sowohl von Fliegerklubs als auch bei den tschechoslowakischen Luftstreitkräften eingesetzt, wo sie die Bezeichnung C-5 trug.
Konstruktiv gesehen war die Z-26 ein freitragender Tiefdecker in Holz-Metall-Gemischtbauweise mit einem starren Heckradfahrwerk. Als Antrieb diente ein Walter-Minor-4-III-Triebwerk mit 78 kW (105 PS). Der Rumpf bestand aus einem mit Stoff bespannten Stahlrohrgerüst, nur der Triebwerksbereich war blechbeplankt.
Nachfolgemodell war die Z-126 „Trenér II“.

## Nutzer
- Polen: 47
- Rumänien: 3
- Tschechoslowakei: 123

## Technische Daten

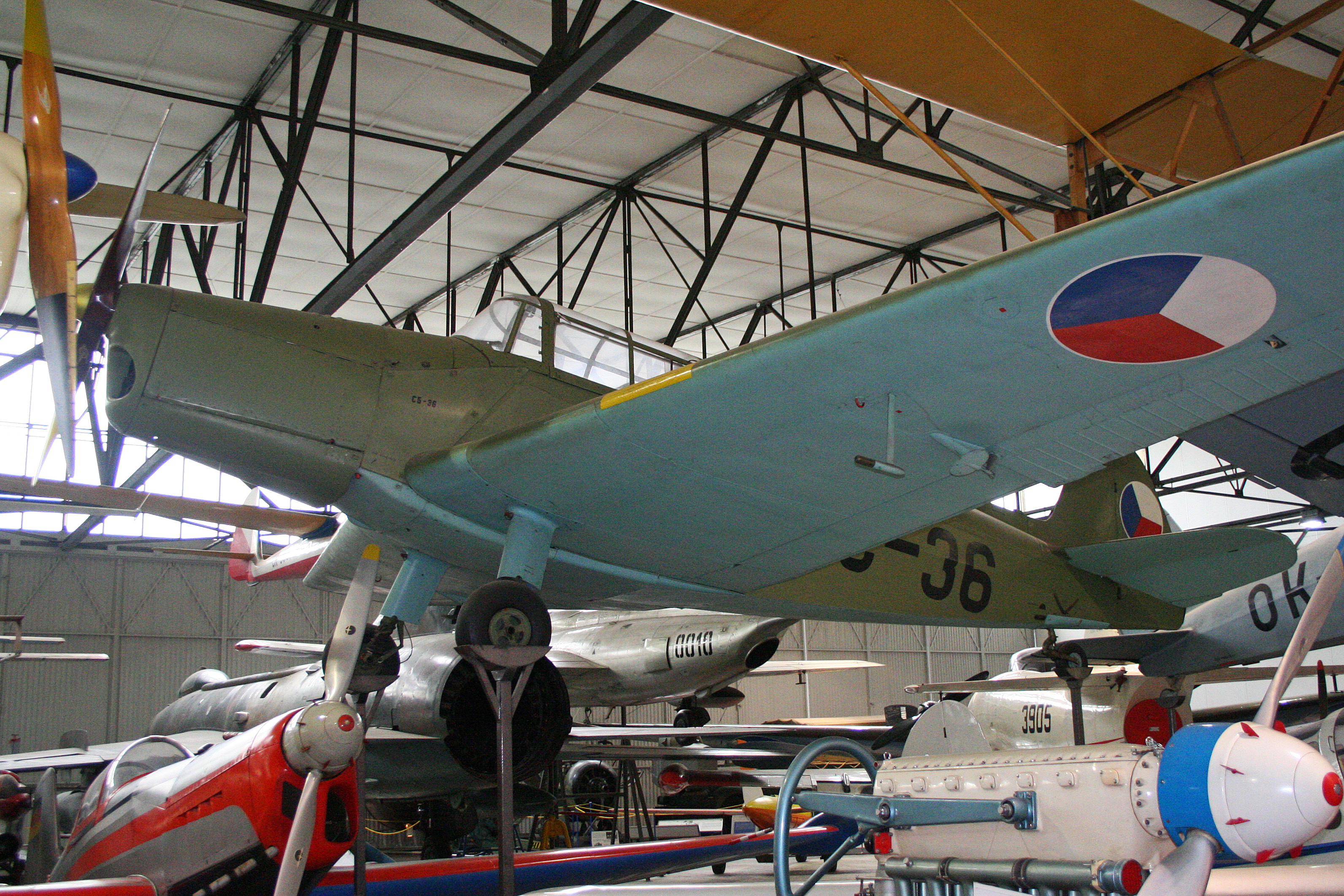
Z-26 im Luftfahrtmuseum Kbely

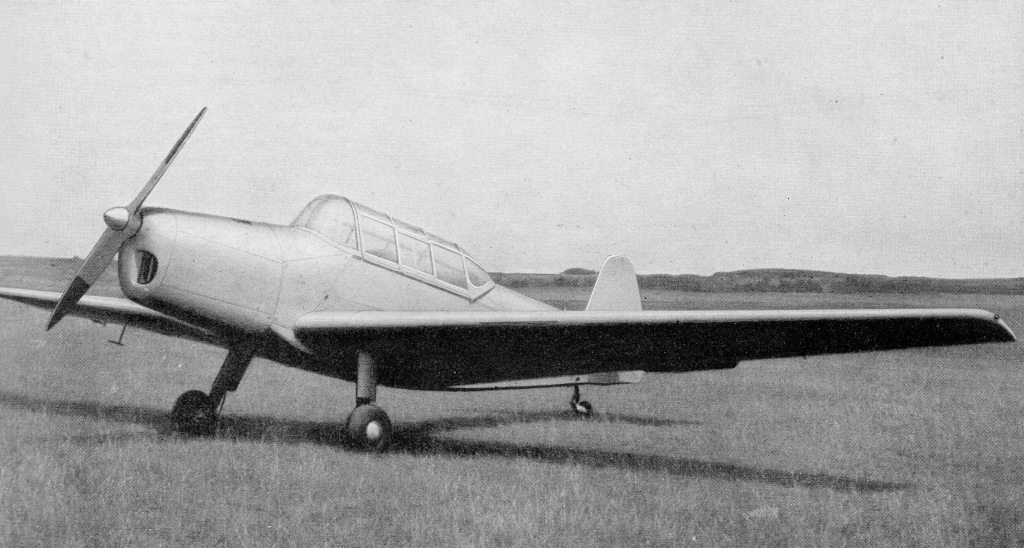
Zeitgenössisches Bild einer Z-26 (1949)

| Kenngröße             | Daten                                        |
| --------------------- | -------------------------------------------- |
| Hersteller            | Zlínská Letecká Akciová Společnost (Moravan) |
| Baujahre              | 1947–1953                                    |
| Besatzung             | 2 (Fluglehrer / Flugschüler)                 |
| Länge                 | 7,49 m                                       |
| Spannweite            | 10,26 m                                      |
| Flügelfläche          | 14,62 m²                                     |
| Flügelstreckung       | 7,2                                          |
| Flächenbelastung      | 51,3 kp/m²                                   |
| Leistungsbelastung    | 7,1 kp/PS                                    |
| Leermasse             | 505 kg                                       |
| Startmasse            | 750 kg                                       |
| Antrieb               | ein Walter Minor 4-III                       |
| Leistung              | 78 kW (106 PS)                               |
| Höchstgeschwindigkeit | 205 km/h                                     |
| Reisegeschwindigkeit  | 180 km/h                                     |
| Steiggeschwindigkeit  | 3,3 m/s                                      |